# Meridiano 30 oeste
El meridiano 30 oeste es una línea de longitud que se extiende desde el Polo Norte atravesando el Océano Ártico, Groenlandia, el Océano Atlántico, el Océano Antártico y la Antártida hasta el Polo Sur.
El meridiano 30 oeste forma un gran círculo con el meridiano 150 este.

## De Polo a Polo
Comenzando en el Polo Norte y dirigiéndose hacia el Polo Sur, el meridiano atraviesa:
| Coordenadas                       | País, territorio o mar      | Notas |
| --------------------------------- | --------------------------- | --- |
| 90°0′N 30°0′O / 90.000, -30.000   | Océano Ártico               | |
| 83°35′N 30°0′O / 83.583, -30.000  | Groenlandia                 | Norte de Tierra de Peary                                                                                  |
| 83°10′N 30°0′O / 83.167, -30.000  | Fiordo de Frederick E. Hyde | |
| 83°8′N 30°0′O / 83.133, -30.000   | Groenlandia                 | Sur de Tierra de Peary                                                                                    |
| 82°10′N 30°0′O / 82.167, -30.000  | Fiordo Independence         | |
| 81°55′N 30°0′O / 81.917, -30.000  | Groenlandia                 | Península e Isla de Sokongen                                                                              |
| 68°10′N 30°0′O / 68.167, -30.000  | Océano Atlántico            | |
| 60°0′S 30°0′O / -60.000, -30.000  | Océano Antártico            | |
| 76°35′S 30°0′O / -76.583, -30.000 | Antártida                   | Reclamado tanto por Argentina (Antártida Argentina) como por Reino Unido (Territorio Antártico Británico) |